# Macchi M.5
Macchi M.5 var en italiensk flygbåt utvecklad som jaktflygplan vid Nieuport Macchi i Italien.
Flygbåten konstruerades efter att italienska krigsmakten erövrat en Lohner L flygbåt i striderna med Österrike-Ungern. Vid konstruktionen försökte man förena de bästa egenskaperna från den erövrade Lohner flygbåten med de Nieuportflygplan man redan tillverkade vid fabriken.
Flygbåten flög första gången i Varese 1917, och kom ut på de italienska marina flygförbanden senhösten 1917. Inledningsvis var de bestyckade med en enkel Fiat kulspruta, men det ändrades senare till två Vickers kulsprutor. Flygbåten visade sig vara framgångsrik i luftstriderna mot Phönix jaktflygplan, och var ovanligt snabb och manövrerbar i luften trots att den var en flygbåt. Den drevs av en skjutande propeller med motorn monterad snett ovanför den öppna förarkabinen. Flygbåten tillverkades i ett stort antal, minst 300 tillverkades vid Nieuport Macchi och IAM i Neapel. I det italienska flygvapnet tjänstgjorde flygbåten huvudsakligen vid 260 och 261 Squadriglia i Venedig, 256 i Otranto, 257 och 258 i Albanien, 262 i Brindisi, 263 i Porto Corsini samt 264 i Ancona.  
Amerikanska piloter från USA:s flotta och USA:s marinkår flög Macchi M.5 som jaktskolflygplan vid flygskolan i Bolsena, och som jaktflygplan vid Porto Corsini Naval Air Station, efter att de övertagit 263 Squadriglias flygbas. 